# يلينا ليادوفا
يلينا ليادوفا (بالروسية: Елена Игоревна Лядова)‏ هي ممثلة روسية، ولدت في 25 ديسمبر 1980 في روسيا. بدأت مشوارها المهني سنة 2002، ومن الجوائز التي نالتها جائزة التلفزيون الصناعي ‏ وجائزة نيكا.

## سيرة شخصية
ولدت إيلينا ليدوفا في مورشانسك، تامبوف أوبلاست. عندما بلغت إيلينا السادسة انتقلت عائلتها إلى أودينتسوفو، موسكو أوبلاست. تخرجت من مدرسة كلية ميخائيل شيبكين المسرحية في عام 2002 وتم قبولها في فرقة مسرح موسكو للجماهير الشباب.

## مشوارها وظيفي
بدأت مسيرتها في السينما عام 2005، مع فيلم جولدن جورج الحائز على الحلم بالفضاء للمخرج أليكسي أوشيتيل.عملت إيلينا عام 2009 في المسلسل التلفزيوني الاخوة كارامازوف للمخرج يوري موروز. في عام 2012 حصلت على جائزة أفضل ممثلة النسر الذهبي ونيكا عن دورها الشخصية الرئيسية في فيلم إيلينا . بعد ذلك بعامين، حصلت مرة أخرى على أفضل ممثلة النسر الذهبي عن دورها كزوجة بطل الرواية في فيلم ألكسندر فيليدينسكي شرب الجغرافي جلوبه بعيدًا

## الحياة الشخصية
أثناء تصوير فيلم الجندي ديكاميرون (2005) انخرطت في علاقة عاطفية مع الممثل ألكسندر ياتسينكو الذي عاشت معه لمدة سبع سنوات.

## أعمال

### أفلام
| عام  | فيلم                     | دور           |
| ---- | ------------------------ | ------------- |
| 2005 | الحلم بالفضاء            | ريما          |
| 2005 | كلب بافلوف               | كسيشا         |
| 2005 | الجندي ديكاميرون         | مارينا        |
| 2009 | الدف ، طبل               | صديق          |
| 2011 | ايلينا                   | كاترينا       |
| 2012 | ساكسفون منفرد            | فيكا          |
| 2013 | شرب الجغرافي جلوبه بعيدًا | ناديه         |
| 2014 | ليفياثان                 | ليليا سيرجيفا |
| 2015 | أورليان                  | ليدكا         |
| 2016 | يوم ل . .                |               |
| 2018 | دوفلاتوف                 | محرر شاب      |
| 2018 | حدود                     |               |

### مسلسسلات
| عام  | عنوان             | وظيفة                    | ملاحظات        |
| ---- | ----------------- | ------------------------ | -------------- |
| 2007 | وصية لينين        | غالينا كوفال             | مسلسل تلفزيونى |
| 2008 | الحماية           | تاتيانا كاليتينا         | مسلسل تلفزيونى |
| 2009 | الاخوة كارامازوف  | جروشينكا                 | مسلسل تلفزيونى |
| 2009 | عودة سندباد       | ايليا شاخوفا             | مسلسل تلفزيونى |
| 2009 | اختفى             | جالكا                    | سلسلة صغيرة    |
| 2009 | ليوبكا            | ليوبكا                   | تلفزيون        |
| 2009 | فناء موسكو        | سفيتكا                   | مسلسل تلفزيونى |
| 2010 | عندما تتفتح Ledum | آنا سيدوفا               | تلفزيون        |
| 2010 | فأر               | ناتاليا سوروكينا ليفابي  | تلفزيون        |
| 2010 | عاصفة ثلجية       | ماشا                     | سلسلة صغيرة    |
| 2010 | شغف الاسر         | ماريا (مورا) زاكريفسكايا | تلفزيون        |
| 2011 | نبض القلب         | نينا إلينا               | سلسلة صغيرة    |
| 2011 | سوف انتظر         | كلافا سينتسوفا           | سلسلة صغيرة    |
| 2012 | جامعي             | فيرا                     | مسلسل تلفزيونى |
| 2012 | انفصال            | رادا                     | مسلسل تلفزيونى |
| 2013 | سعيد الحظ         | ايرينا بوياروفا          | تلفزيون        |
| 2013 | الرماد (ru)       | ريتا                     | مسلسل تلفزيونى |
| 2015 | الخيانة (ru)      | آسيا                     | مسلسل تلفزيونى |

## وصلات خارجية
- إيلينا ليادوفا على موقع IMDb (الإنجليزية)
- إيلينا ليادوفا على موقع قاعدة بيانات الأفلام العربية
- إيلينا ليادوفا على موقع ألو سيني (الفرنسية)
- إيلينا ليادوفا على موقع أول موفي (الإنجليزية)
- إيلينا ليادوفا على موقع قاعدة بيانات الأفلام السويدية (السويدية)
- إيلينا ليادوفا على موقع قاعدة بيانات الفيلم (الإنجليزية)
- إيلينا ليادوفا على موقع كينوبويسك (الروسية)